# Crise de Julho

Sistema de alianças na Europa antes da guerra:
Tríplice Entente
Tríplice Aliança
Países neutros

A Crise de Julho foi uma crise diplomática entre as principais potências europeias no verão de 1914 que levou ao começo da Primeira Guerra Mundial. Imediatamente após Gavrilo Princip, um nacionalista eslávico, assassinar o arquiduque Francisco Fernando (em 28 de junho de 1914), o herdeiro presuntivo do trono do Império Austro-Húngaro, em Sarajevo, uma série de manobras diplomáticas levou a um ultimato por parte da Áustria-Hungria para o Reino da Sérvia. Quando os sérvios não cooperaram, várias alianças políticas de outrora foram ativadas e o conflito em larga escala começou na Europa.

## O assassinato do arquiduque Francisco Ferdinando (28 de junho)
No Congresso de Berlim que levou ao fim da Guerra Russo-Turca em 1878, a Áustria-Hungria conseguiu o direito de ocupar a Bósnia e Herzegovina otomana. Trinta anos mais tarde, o governo austro-húngaro formalmente anexou o território, em violação do Tratado de Berlim e perturbando o frágil equilíbrio de poder nos Bálcãs, precipitando uma crise diplomática. Sarajevo tornou-se a capital provincial e Oskar Potiorek, um comandante militar, tornou-se governador da província. No verão de 1914, o imperador Francisco José ordenou que o arquiduque Francisco Ferdinando, herdeiro presuntivo ao trono austro-húngaro, assistisse exercícios militares a serem realizados na Bósnia. Após os exercícios, em 28 de junho, Ferdinando fez uma pequena turnê por Sarajevo com sua esposa, a duquesa Sofia. Seis homens irredentistas armados, cinco bósnios sérvios e um bosníaco muçulmano, coordenados por Danilo Ilić, buscando libertar a Bósnia do domínio colonial austro-húngaro e unir todos os eslavos do sul, estavam à espreita ao longo da rota de carreata anunciada por Francisco Ferdinando.
Por volta das 10h10 da manhã, Nedeljko Čabrinović jogou uma granada contra a coluna de carros de Francisco Ferdinando, danificando o carro atrás deles e ferindo seus ocupantes. Mais tarde naquela manhã, Gavrilo Princip conseguiu disparar contra o veículo que carregava o arquiduque Francisco Ferdinando e Sofia enquanto eles estavam a caminho do hospital para visitar os feridos. Čabrinović e Princip tomaram cianeto, mas eles não morreram, ficando apenas bem doentes. Ambos acabaram presos. Cerca de 45 minutos após o tiroteio, Princip começou a contar sua história aos interrogadores. No dia seguinte, com base nos interrogatórios dos dois assassinos, Potiorek telegrafou a Viena para anunciar que Princip e Čabrinović haviam conspirado em Belgrado com outros para obter bombas, revólveres e dinheiro para matar o arquiduque. Uma rede policial rapidamente pegou a maioria dos conspiradores.

### Investigação e acusações

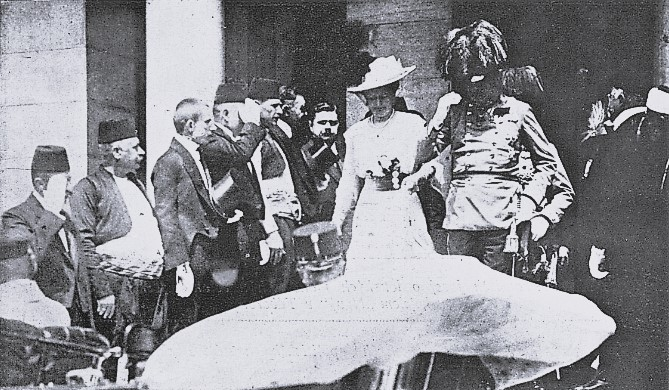
O arquiduque Francisco Ferdinando e sua esposa pouco antes do atentado

Imediatamente após os assassinatos, o enviado sérvio à França, Milenko Vesnić, e o enviado sérvio à Rússia, Miroslav Spalajković, divulgaram declarações alegando que a Sérvia havia alertado a Áustria-Hungria sobre o assassinato iminente. A Sérvia logo depois negou ter feito advertências e negou conhecimento da conspiração. Em 30 de junho, diplomatas austro-húngaros e alemães estavam solicitando investigações de seus colegas sérvios e russos, mas foram rejeitados. Em 5 de julho, com base nos interrogatórios dos assassinos acusados, o governador Potiorek telegrafou a Viena que o major sérvio Voja Tankosić havia dirigido os assassinos. No dia seguinte, o Conde Otto von Czernin, o chargé d'affaires austríaco, propôs ao ministro das Relações Exteriores da Rússia, Sergey Sazonov, que os instigadores da conspiração contra Ferdinando precisavam ser investigados na Sérvia, mas essa ideia foi ignorada.
A Áustria-Hungria imediatamente iniciou uma investigação criminal. Ilić e cinco dos assassinos foram prontamente presos e interrogados por um juiz de instrução. Os três jovens assassinos bósnios que viajaram para a Sérvia afirmaram que o major sérvio Vojislav Tankosić os apoiou direta e indiretamente. Na verdade, Princip recebeu alguns dias de treinamento e algumas armas por meio de oficiais de inteligência renegados na Sérvia e do grupo Mlada Bosna, um movimento de resistência que Princip era leal, tinham membros que vieram de todos os três principais grupos étnicos da Bósnia. Um total de vinte e cinco pessoas foram indiciadas como resultado da investigação, enquanto o grupo era dominado por sérvios bósnios, quatro dos indiciados eram croatas bósnios, todos eram cidadãos austro-húngaros, nenhum da Sérvia.
Dentro da Sérvia, houve regozijo popular pelo assassinato de Francisco Ferdinando. Porque as eleições sérvias foram marcadas para 14 de agosto, o primeiro-ministro Nikola Pašić não estava disposto a cortejar a impopularidade ao ser visto se curvando à Áustria. Se ele realmente alertou os austríacos com antecedência sobre a conspiração contra Ferdinando, Pašić provavelmente estava preocupado com suas chances nas urnas e talvez com sua vida em perigo se tal notícia vazasse.
Léon Descos, o embaixador francês em Belgrado, informou, em de julho, que um partido militar sérvio estava envolvido no assassinato de Francisco Ferdinando, que a Sérvia estava errada e que o embaixador russo Hartwig estava em conversas constantes com o regente Alexander para orientar a Sérvia nessa crise. O "partido militar" era uma referência ao chefe da inteligência militar sérvia, Dragutin Dimitrijević e os oficiais que ele liderou o assassinato do rei e da rainha da Sérvia em 1903. Seus atos levaram à instalação da dinastia governada pelo rei Pedro e pelo regente Alexandre. A Sérvia solicitou e a França providenciou a substituição de Descos pelo mais radical Auguste Boppe, que chegou em 25 de julho.
Poucos ficaram de luto por Ferdinando, mas muitos ministros argumentaram que o assassinato do herdeiro do trono foi um desafio à Áustria que deveria ser vingado. Isso era especialmente verdade para com o ministro das Relações Exteriores Leopold Berchtold; em outubro de 1913, seu ultimato à Sérvia os fez recuar sobre a ocupação do norte da Albânia, o que lhe deu confiança de que funcionaria novamente. Ao saber do assassinato e dos desdobramentos posteriores, o imperador alemão Guilherme II veio compartilhar as opiniões do Estado-Maior alemão e declarou em 4 de julho que era inteiramente a favor da Áustria "acertar contas com a Sérvia". Ele ordenou ao embaixador alemão em Viena, o conde Heinrich von Tschirschky, que parasse de aconselhar moderação, escrevendo que "Tschirschky será tão bom em abandonar esse absurdo. Devemos acabar com os sérvios, rapidamente. Agora ou Nunca!". Em resposta, Tschirschky disse ao governo austro-húngaro que no dia seguinte "a Alemanha apoiaria a monarquia em todos os momentos, qualquer ação que decidisse tomar contra a Sérvia. Quanto mais cedo a Áustria-Hungria atacasse, melhor". Em 5 de julho de 1914, o Conde Moltke, o chefe do Estado-Maior alemão, escreveu que "a Áustria deve vencer os sérvios". Impulsionado pelo apoio alemão, a Áustria começou então a preparar um ultimato para dar para o governo da sérvia, enquanto os militares em Viena exigiam uma mobilização militar geral.

## O ultimato austríaco (23 de julho)
O Ultimato Austro-Húngaro a Sérvia ou Ultimato de julho foi um ultimato contendo a lista de exigências ao governo do Reino da Sérvia enviado em 23 de julho de 1914, logo após o assassinato do arquiduque Francisco Fernando, herdeiro do Império Austro-Húngaro, em Sarajevo. O documento foi descrito como "o documento mais formidável já endereçado de um estado a outro" pelo ministro das relações exteriores britânico, Edward Grey, e amplamente considerado como inaceitável, meramente uma medida para criar um casus belli a fim do Áustria-Hungria invadir e punir a Sérvia.

### Detalhes
A Áustria-Hungria demandou que o governo sérvio deveria tomar as seguintes providências:
1. Suprimir qualquer publicação que incite o ódio e a desobediência à monarquia austríaca;
2. Dissolver imediatamente a sociedade Narodna Odbrana e proceder do mesmo modo contra outras sociedades engajadas na propaganda anti-Áustria;
3. Eliminar de instituições públicas sérvias quaisquer aspectos que sirvam para fomentar a propaganda anti-Áustria;
4. Remover do serviço militar todos os oficiais ligados à propaganda anti-Áustria, oficiais que deverão ter seus nomes dados ao governo Austro-Húngaro;
5. Aceitar a colaboração de organizações do governo Austro-Húngaro na supressão de movimentos subversivos direcionados contra a integridade territorial da monarquia;
6. Iniciar uma investigação judicial contra os cúmplices da conspiração de 28 de junho que estão em território sérvio, com órgãos delegados pelo governo Austro-Húngaro fazendo parte da investigação;
7. Prender imediatamente o major Voislav Tankosic e o oficial sérvio Milan Ciganovitch, comprometidos pelas investigações preliminares empreendidas pela Áustria-Hungria;
8. Providenciar por meio de efetivas medidas a cooperação da Sérvia contra o tráfico ilegal de armas e explosivos através da fronteira;
9. Fornecer à Áustria-Hungria explicações sobre declarações de altos oficiais sérvios tanto na Sérvia quanto no exterior, que expressaram hostilidades para com a Áustria-Hungria; e
10. Notificar a Áustria-Hungria sem demora a execução dessas medidas.

O governo sérvio aceitou todas as condições do ultimato, exceto a condição de incluir a Áustria-Hungria na investigação judicial sérvia (demanda 6), que a Sérvia afirmou ser inconstitucional e uma violação de sua soberania. Então, a 28 julho de 1914, os austríacos declaram guerra à Sérvia.

### Consequências

Mapa etnolinguístico da Áustria-Hungria, 1910. A Bósnia-Herzegovina foi anexada em 1908.

O assassinato iniciou a crise de julho, um mês de manobras diplomáticas entre a Áustria-Hungria, Alemanha, Rússia, França e Grã-Bretanha. Acreditando corretamente que oficiais de inteligência da Mão Negra estavam envolvidos na trama para assassinar o Arquiduque, a Áustria queria acabar com a interferência sérvia na Bósnia e acreditava que a guerra era a melhor maneira de conseguir isso. No entanto, o Ministério das Relações Exteriores austro-húngaro não tinha provas de envolvimento sérvio, e um dossiê compilado tardiamente para defender seu caso estava cheio de erros. Em 23 de julho, a Áustria entregou um ultimato à Sérvia, listando dez demandas feitas intencionalmente inaceitáveis para fornecer uma desculpa para iniciar as hostilidades.
A Sérvia ordenou a mobilização geral em 25 de julho, mas aceitou todos os termos, exceto aqueles que autorizavam os representantes austríacos a suprimir "elementos subversivos" dentro da Sérvia e participar da investigação e julgamento de sérvios ligados ao assassinato. Alegando que isso equivalia a uma rejeição total, a Áustria rompeu relações diplomáticas e ordenou a mobilização parcial no dia seguinte; em 28 de julho, eles declararam guerra à Sérvia e começaram a bombardear Belgrado. Tendo iniciado os preparativos de guerra em 25 de julho, a Rússia ordenou agora a mobilização geral em apoio à Sérvia em 30 de julho.
Ansioso para garantir o apoio da oposição política do SDP apresentando a Rússia como agressor, Bethmann-Hollweg atrasou o início dos preparativos de guerra até 31 de julho. Naquela tarde, o governo russo recebeu um ultimato, exigindo que "cessem todas as medidas de guerra contra a Alemanha e a Áustria-Hungria" dentro de 12 horas. A Alemanha também exigiu garantias de que a França permaneceria neutra; os franceses recusaram e ordenaram a mobilização geral, mas atrasaram a declaração de guerra. Na realidade, o Estado-Maior alemão há muito assumiu uma guerra em duas frentes; originalmente concluído em 1905, o Plano Schlieffen previa que o grosso do exército seria usado para derrotar a França em quatro semanas, antes de fazer o mesmo com a Rússia. De acordo com isso, ordens de mobilização foram emitidas naquela tarde.
Em uma reunião em 29 de julho, o gabinete britânico decidiu por pouco que suas obrigações para com a Bélgica sob o Tratado de Londres de 1839 não exigia que ele se opusesse a uma invasão alemã com força militar. No entanto, isso foi em grande parte impulsionado pelo desejo do primeiro-ministro Herbert Henry Asquith de manter a unidade; ele e seus ministros de gabinete já estavam comprometidos em apoiar a França, a Marinha Real havia sido mobilizada e a opinião pública era fortemente a favor da intervenção. Em 31 de julho, a Grã-Bretanha enviou notas à Alemanha e à França, pedindo que respeitassem a neutralidade belga; A França prometeu fazê-lo, a Alemanha não respondeu.
Uma vez que o ultimato alemão à Rússia expirou na manhã de 1º de agosto, os dois países estavam em guerra. Mais tarde, no mesmo dia, Wilhelm foi informado por seu embaixador em Londres, o príncipe Lichnowsky, que a Grã-Bretanha permaneceria neutra se a França não fosse atacada e, em qualquer caso, poderia ser impedida por uma crise na Irlanda. Exultante com esta notícia, ele ordenou ao general Moltke, o chefe do Estado-Maior alemão, que "marchasse todo o exército ... para o leste". Moltke protestou que "não pode ser feito. A mobilização de milhões não pode ser improvisada." Lichnowsky, em qualquer caso, rapidamente percebeu que estava enganado. Embora Wilhelm insistisse em esperar por um telegrama de seu primo Jorge V, uma vez recebido, ele confirmou que houve um mal-entendido e ele disse a Moltke "Agora faça o que quiser".
A inteligência francesa estava bem ciente dos planos alemães de atacar através da Bélgica, e seu comandante em chefe, general Joseph Joffre, pediu que suas tropas pudessem cruzar a fronteira para evitar tal movimento. Isso foi rejeitado pelo governo francês, em parte para evitar antagonizar os britânicos, e Joffre foi informado de que qualquer avanço na Bélgica só poderia ocorrer após uma invasão alemã. Em 2 de agosto, a Alemanha ocupou Luxemburgo e trocou tiros com unidades francesas; em 3 de agosto, eles declararam guerra à França e exigiram que os belgas lhes permitissem o direito de passagem desimpedida, o que foi recusado. No início da manhã de 4 de agosto, os alemães invadiram; Alberto I da Bélgica ordenou que seu exército resistisse e pediu assistência sob o Tratado de Londres. A Grã-Bretanha enviou à Alemanha um ultimato exigindo que respeitassem a neutralidade belga e se retirassem, que expirou à meia-noite sem resposta; A Alemanha estava agora em guerra com a Grã-Bretanha e seu império global.